# 田尻村 (大阪府)
田尻村（たじりむら）は、大阪府豊能郡にあった村。現在の能勢町大字上田尻・下田尻にあたる。

## 地理
- 山岳：竜王山
- 河川：田尻川

## 歴史
- 1889年（明治22年）4月1日 - 町村制の施行により、能勢郡上田尻村・下田尻村の区域をもって発足。
- 1896年（明治29年）4月1日 - 所属郡が豊能郡に変更。
- 1956年（昭和31年）9月30日 - 歌垣村・西能勢村と合併して能勢町が発足。同日田尻村廃止。